# Xã Sangamon, Quận Piatt, Illinois
Xã Sangamon (tiếng Anh: Sangamon Township) là một xã thuộc quận Piatt, tiểu bang Illinois, Hoa Kỳ. Năm 2010, dân số của xã này là 2.357 người.